# Vídeňský denník
Vídeňský denník byly české noviny, které vycházely od roku 1850 v období Bachova absolutismu. 
Kolem rakouského ministra školství hraběte Lva Thun-Hohensteina se po revoluci ve Vídni soustředila skupina českých intelektuálů, politických přeběhlíků a reakcionářů Jana Vojtka, Josefa Jirečka a Hermenegilda Jirečka, kteří patřili ke skupině konzervativně orientovaných Čechů, loajálních k novým poměrům, kteří kombinovali zájem o rozvoj českého kulturního života s věrností monarchii a odmítáním pokrokářských a demokratických směrů. Těmto osobnostem bylo svěřeno redigování Vídeňského denníku, který byl založen především proto, aby polemizoval s Havlíčkovým Slovanem a paralyzoval tak jeho vliv v českých zemích a na Slovensku.
Noviny byly prezentovány jako nezávislé, ve skutečnosti byly financovány z tajných fondů ministerstva vnitra a tištěny ve Vídni. Po zániku Vídeňského denníku, který následoval zanedlouho po zastavení Havlíčkova Slovanu, přešli jeho redaktoři do Slovenských novin, případně se stali jejich spolupracovníky.
Čeští konzervativní politici v čele s ministrem Lvem Thun-Hohensteinem se snažili o rozbití české národně-liberální strany a také porážku Karla Havlíčka Borovského na poli publicistiky. Jejich cílem byla také likvidace pokrokového federativního zřízení Rakouska, které prosazoval také časopis Constitutioneles Blatt aus Böhmen. Když bylo zjevné, že úřední Pražské noviny prohráli polemický zápas s Havlíčkovým Slovanem, usiloval Thun a jeho spojenci o založení nových, tentokrát účinnějších novin. Snažili se přitom, aby to byly noviny navenek nezávislé, protože veřejnost k úředním a vládou podporovaným novinám měla velký odpor.
Přípravou na založení Vídeňského denníku se zabýval dr. Antonín Beck, hlavní cenzor Slovenských novin, který již od roku 1841 spolupracoval s hrabětem Lvem Thunem. Beck jako Bachův tajemník se již koncem roku 1849 bezúspěšně pokoušel koupit Karla Havlíčka Borovského a jeho Národní noviny. Jeho pomocníkem při zakládání Vídeňského denníku byl Josef Jireček, který byl nějaký čas i redaktorem Národních novin. Z Národních novin byl ale v červenci roku 1848 vyhozen jako "Thunův tajý policajt". 
Zakladatelé Vídeňského denníku se snažili novinám zachovat pověst nezávislosti. Měla ho vydržovat akciová společnost, na kterou vysocí čeští šlechtici sesbírali částku 8000 zlatých, což však na režii deníku nestačilo, proto musel být financován i ze zdrojů ministerstva vnitra. První číslo vyšlo 9. července 1850 s podtitulem: Noviny politické a literární. Vycházeli denně kromě neděle. Odpovědným redaktorem novin byl Jan Votka, někdejší radikál a přítel Josefa Václava Friče, později jezuita v Praze. Poslední číslo Vídeňského denníku vyšlo 14. ledna 1852. Noviny měly i literární přílohu Vesna, která vycházela ještě půl roku po zániku Vídeňského denníku. 
Vídeňský denník již od svého prvního čísla ostře kritizoval Karla Havlíčka Borovského a jeho Havlíčkův Slovan, přičemž stále zdůrazňoval, že tak činí samostatně bez závislosti na císařské Vídni. Karel Havlíček Borovský se snažil dokázat, že se jedná o vládou tajně financované noviny, jejichž nezávislost je diskutabilní. Havlíček byl informovaný o plánech českých šlechtických reakcionářů ve Vídni, jakož i o zákulisní činnosti redaktorů deníku. Jeho informátorem byl Slovák Eugen Zlatiborski, autor četných článků o Slovensku zveřejněných v Slovenských novinách i ve Vídeňském deníku. Dalšími byli Ferdinand Koppa, bývalý spolupracovník České včely a Národních novin a spolupracovník Vídeňského denníku Václav Tieftrunk.
Vídeňský denník, podobně jako vládní Slovenské noviny přesvědčoval Čechy žijící ve Vídni o tom, že vláda v krátkém čase odstraní viníky protislovenského teroru mezi vysokými úředníky. Musel však přitom přiznat, že "postavení Slováků jest méně skvěle, než bylo před válkou", protože lid si právem stěžuje na zvyšující se ceny a daně. Když ministr Bach zakázal agitaci za "samostatnou korunní zem", Vídeňský denník musel přiznat, že "samostatnost Slovenska jest pro nynějšek marný účel". Tvrdil, že je třeba nadále plnit linii "vídeňských Slováků" a spokojit se s podáváním žádostí o národní rovnoprávnost na ministerstvo vnitra a na císařský dvůr, což bylo projevem zkrachovalé politiky. Vývoj událostí na Slovensku však dal za pravdu Karlovi Havlíčkovi Borovskému a jeho stoupencům.
Vídeňský denník, který měl zpočátku na Slovensku hodně dopisovatelů, ztratil velmi rychle přízeň čtenářů. Počet jeho předplatitelů prudce klesal a koncem roku 1850 měl jejich už jen 250. Do Vídeňského denníku napsal obsáhlý anonymní příspěvek i Jozef Miloslav Hurban pod názvem: "Hlas ze Slovenska o centralisací a foederací" (roku 1851 tento příspěvek vyšel ještě jednou jako zvláštní brožura ve Vídni). V něm Hurban ostře odmítl Havlíčkovu federativní politiku, jakož i jeho kritický vztah ke spisovné češtině v předchozích letech. Zastával se zde vládní politiky snad i proto, aby si naklonil císařskou Vídeň a získal od ní povolení k vydávání politických novin. Je možné, že Hurbana k tomuto kroku vedla nejen politická taktika, ale i snaha přimět Vídeň postavit se proti separatistickým snahám maďarské vládnoucí třídy, projevujícími se i v nacionálním útlaku Slováků. Žádný z těchto Hurbanových předpokladů se však neuskutečnily. Forma Hurbanovy kritiky Karla Havlíčka Borovského byla v tomto příspěvku velmi útočná. 
Hurban se s "Hlasem ze Slovenska o centralisací a foederací" dostal do úplného rozporu se svým kritickým vztahem k císařské Vídni, který tak jednoznačně dokazoval na Slovanském sjezdu v Praze roku 1848, ale i jindy. Po revoluci vláda nesplnila ani minimum požadavků vůdců slovenského povstání a nemilost a falešnost vídeňských politiků postihla velmi citelně i samotného Hurbana. Centralizace, kterou propagoval, sice zvítězila, ale zničila nejen Havlíčkův Slovan, ale i násilně umlčela protihabsburskou a protiabsolutistickou opozici, a ochromila i slovenské národní hnutí.